# (464030) 2014 WK135
(464030) 2014 WK135 es un asteroide perteneciente al cinturón de asteroides, descubierto el 29 de abril de 2006 por el equipo Spacewatch desde el Observatorio Nacional de Kitt Peak (Arizona, Estados Unidos).